# Maxbass
Maxbass és una població dels Estats Units a l'estat de Dakota del Nord. Segons el cens del 2000 tenia 91 habitants.

## Demografia
Segons el cens del 2000, Maxbass tenia 91 habitants, 45 habitatges, i 25 famílies. La densitat de població era de 219,6 hab./km².
Dels 45 habitatges en un 17,8% hi vivien nens de menys de 18 anys, en un 46,7% hi vivien parelles casades, en un 2,2% dones solteres, i en un 44,4% no eren unitats familiars. En el 42,2% dels habitatges hi vivien persones soles el 22,2% de les quals corresponia a persones de 65 anys o més que vivien soles. El nombre mitjà de persones vivint en cada habitatge era de 2,02 i el nombre mitjà de persones que vivien en cada família era de 2,76.
Per edats la població es repartia de la següent manera: un 20,9% tenia menys de 18 anys, un 5,5% entre 18 i 24, un 26,4% entre 25 i 44, un 26,4% de 45 a 60 i un 20,9% 65 anys o més.
L'edat mediana era de 44 anys. Per cada 100 dones de 18 o més anys hi havia 100 homes.
La renda mediana per habitatge era de 36.250 $ i la renda mediana per família de 37.500 $. Els homes tenien una renda mediana de 23.750 $ mentre que les dones 22.083 $. La renda per capita de la població era de 22.129 $. Cap de les famílies i el 2,4% de la població estaven per davall del llindar de pobresa.

## Poblacions més properes
El següent diagrama mostra les poblacions més properes.